# Alexis Thébaux
Alexis Thébaux est un footballeur professionnel français né le 17 mars 1985 aux Sables-d'Olonne (Vendée), évoluant au poste de gardien de but.

## Biographie
Formé à Nantes, il est régulièrement sélectionné dans les équipes de France de jeunes et remporte la coupe Gambardella avec son club en 2002. Lors de la saison 2004-2005, il est la doublure de Mickaël Landreau. Il dispute son premier match de Ligue 1 le 21 mai 2005 contre le FC Sochaux. Ce match se termine par une défaite 1-0 des Nantais à la suite d'un but contre son camp de Thébaux. Il est malgré tout sélectionné en équipe de France espoirs pour le tournoi de Toulon, remporté par la France. 
En 2005, il rejoint l'AS Cherbourg, qui évolue en National, pour une saison en prêt. L'expérience n'est pas concluante et Alexis Thébaux passe les six mois suivants au chômage. Il est recruté en janvier 2007 comme gardien remplaçant par le Dijon FCO. 
En juin 2007, il s’engage pour deux ans avec Caen, en tant que troisième gardien (derrière Vincent Planté et Benoît Costil). Profitant des blessures de ces derniers, il dispute deux matchs en Ligue 1 en janvier 2008 contre Nancy et Toulouse, où ses performances jugés rassurantes lui permettent de devenir le n°2 la saison suivante, à la suite du prêt de Benoît Costil au Vannes OC. Son contrat est prolongé jusqu'en 2012.
En juillet 2009, il devient le gardien titulaire du Stade Malherbe, profitant du départ de Vincent Planté à l'AS Saint-Étienne et de celui de Benoît Costil, considéré comme moins performant par le staff caennais, à Sedan. Il réalise une bonne saison, au diapason des résultats de l'équipe.
Le 12 juillet 2012, il s'engage officiellement au Stade brestois 29. Le coût du transfert est de 1,2 million d'euros. Son contrat porte sur deux ans avec une année en option. Il le prolonge en juin 2014 et signe de nouveau pour deux ans avec une année en option.
Le 27 juillet 2015, il s'engage avec le Paris FC. À l'issue de cette saison où le club francilien est relégué, le gardien fait part de son souhait de quitter la capitale.
En février 2017, il rejoint le Sporting Club bastiais alors en Ligue 1. En novembre 2017 le club dépose le bilan.
En juillet 2018, Alexis Thébaux s'engage avec un club de Régional 2 Thonon Évian Football Club aux côtés notamment de Bryan Bergougnoux et Sidy Koné.

## Statistiques
| Saison                | Club                  | Championnat           | Championnat | Championnat | Coupe nationale | Coupe nationale | Coupe de la Ligue | Coupe de la Ligue | Total | Total |
| Saison                | Club                  | Division              | M.          | B.          | M.              | B.              | M.                | B.                | M.    | B.    |
| 2004-2005             | FC Nantes Atlantique  | Ligue 1               | 1           | 0           | -               | -               | -                 | -                 | 1     | 0     |
| Sous-total            | Sous-total            | Sous-total            | 1           | 0           | -               | -               | -                 | -                 | 1     | 0     |
| 2005-2006             | AS Cherbourg (prêt)   | National              | 18          | 0           | -               | -               | -                 | -                 | 18    | 0     |
| Sous-total            | Sous-total            | Sous-total            | 18          | 0           | -               | -               | -                 | -                 | 18    | 0     |
| 2006-2007             | Dijon FCO             | Ligue 2               | -           | -           | -               | -               | -                 | -                 | 0     | 0     |
| Sous-total            | Sous-total            | Sous-total            | -           | -           | -               | -               | -                 | -                 | 0     | 0     |
| 2007-2008             | SM Caen               | Ligue 1               | 2           | 0           | -               | -               | -                 | -                 | 2     | 0     |
| 2008-2009             | SM Caen               | Ligue 1               | 2           | 0           | 2               | 0               | 1                 | 0                 | 5     | 0     |
| 2009-2010             | SM Caen               | Ligue 2               | 38          | 0           | -               | -               | 1                 | 0                 | 39    | 0     |
| 2010-2011             | SM Caen               | Ligue 1               | 35          | 0           | 1               | 0               | -                 | -                 | 36    | 0     |
| 2011-2012             | SM Caen               | Ligue 1               | 38          | 0           | 1               | 0               | -                 | -                 | 39    | 0     |
| Sous-total            | Sous-total            | Sous-total            | 115         | 0           | 3               | 0               | 2                 | 0                 | 120   | 0     |
| 2012-2013             | Stade brestois        | Ligue 1               | 36          | 0           | -               | -               | 1                 | 0                 | 37    | 0     |
| 2013-2014             | Stade brestois        | Ligue 2               | 38          | 0           | -               | -               | -                 | -                 | 38    | 0     |
| 2014-2015             | Stade brestois        | Ligue 2               | 35          | 0           | -               | -               | 1                 | 0                 | 36    | 0     |
| Sous-total            | Sous-total            | Sous-total            | 109         | 0           | -               | -               | 2                 | 0                 | 111   | 0     |
| 2015-2016             | Paris FC              | Ligue 2               | 36          | 0           | 1               | 0               | -                 | -                 | 37    | 0     |
| 2016                  | Paris FC              | National              | 9           | 0           | -               | -               | -                 | -                 | 9     | 0     |
| Sous-total            | Sous-total            | Sous-total            | 45          | 0           | 1               | 0               | -                 | -                 | 46    | 0     |
| 2017                  | SC Bastia             | Ligue 1               | 1           | 0           | -               | -               | -                 | -                 | 1     | 0     |
| Sous-total            | Sous-total            | Sous-total            | 1           | 0           | -               | -               | -                 | -                 | 1     | 0     |
| 2018-2019             | Thonon Évian          | Régional 2            | 6           | 0           | -               | -               | -                 | -                 | 6     | 0     |
| 2019-2020             | Thonon Évian          | Régional 1            | 15          | 0           | 1               | 0               | -                 | -                 | 16    | 0     |
| 2020-2021             | Thonon Évian          | National 3            | 5           | 0           | -               | -               | -                 | -                 | 5     | 0     |
| 2021-2022             | Thonon Évian          | National 3            | 19          | 0           | -               | -               | -                 | -                 | 19    | 0     |
| 2022-2023             | Thonon Évian          | National 2            | 5           | 0           | -               | -               | -                 | -                 | 5     | 0     |
| Total sur la carrière | Total sur la carrière | Total sur la carrière | 310         | 0           | 5               | 0               | 4                 | 0                 | 319   | 0     |

## Palmarès
- Vainqueur de la Coupe Gambardella en 2002 avec les jeunes du FC Nantes
- Vainqueur du Tournoi de Toulon en 2005 avec l'équipe de France espoirs
- Champion de France de Ligue 2 en 2010 avec le SM Caen